# Luca Torreggiani
Luca Torregianni (Florencia, - , 2 de diciembre de 1669) fue un prelado católico del siglo XVII.

## Biografía
Fue hijo de Raffaelo Torrigiani y Camilla Guidacci. Tuvo dos hermanos:
- Lucrezia, casada con Cosimo Riccardi (1601-1649), con descendencia.[2]
- Carlo (1616-1684), casado con Camilla Strozzi, con descendencia.[3]

Asimismo, por su abuela paterna, Simona Capponi, fue sobrino nieto del cardenal Luigi Capponi que desde 1621 era arzobispo de Rávena.
Luca seguiría su carrera eclesiástica bajo la protección de su tío abuelo Luigi. En 1645 este último fue nombrado Bibliotecario de la Santa Iglesia por Inocencio X y tuvo que dejar su arzobispado de Rávena. El pontífice concedió a Luigi el nombramiento de Luca como nuevo arzobispo de Rávena el 18 de septiembre de 1645.
Luca sería consagrado obispo el 15 de octubre de ese año, por su tío Luigi, asistido por Alfonso Gonzaga, arzobispo in partibus de Rodas; y Girolamo Farnese, arzobispo in partibus de Patras.
En los años finales de la década de 1640 a Luca le fue encomendada la dirección de los trabajos de exhumación del Obelisco de Domiciano en el circo de Majencio. En estos trabajos participó el erudito y jesuita Atanasio Kircher.
El 12 de mayo de 1652 consagró obispo al cardenal Giovanni Stefano Donghi.
Murió el 2 de diciembre de 1669.